# Nigrobaetis arabiensis
Nigrobaetis arabiensis is een haft uit de familie Baetidae. De wetenschappelijke naam van de soort is voor het eerst geldig gepubliceerd in 2008 door Gattolliat & Sartori.
De soort komt voor in het Afrotropisch gebied.